# サヴィル・ロウ
サヴィル・ロウ（Savile Row）は、イギリス・ロンドン中心部のメイフェアにある通り。オーダーメイドの名門高級紳士服店が集中していることで有名。
通りはコンジット・ストリートとヴィーゴ・ストリートの間をリージェント・ストリートと並行して走っており、バーリントン・ガーデンにつながっている。英語では客の要望に合わせた紳士服を仕立てる店を「ビスポーク・テイラー」というが、これは客に希望を話される（Be spoken）から作られた造語でありサヴィル・ロウ発祥であると言われている。かつてはウィンストン・チャーチルやホレーショ・ネルソン、ナポレオン3世などの顧客を抱え、チャールズ3世など王族も通うことから「golden mile of tailoring」の異名をもつ。

## 歴史

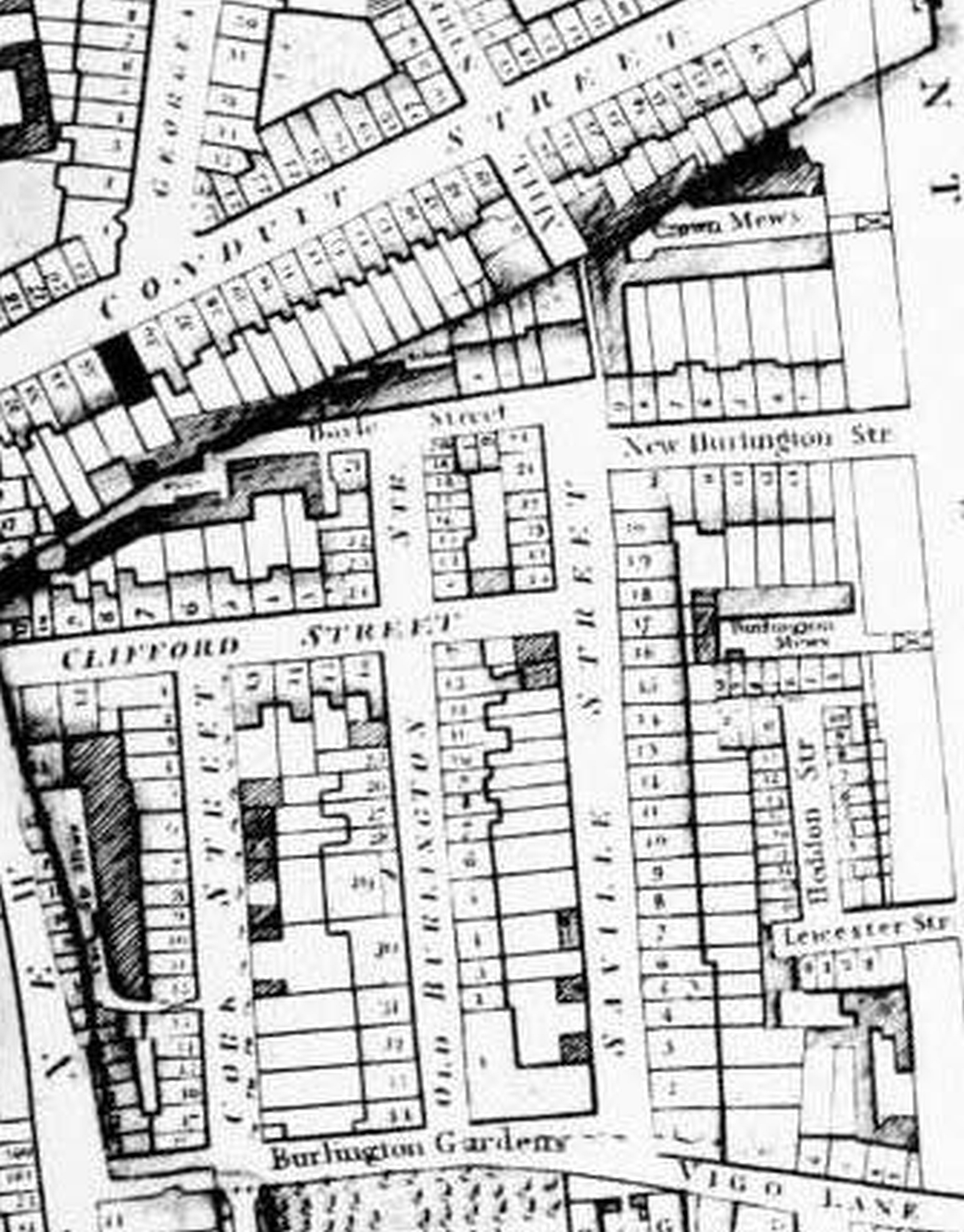
サヴィル・ロウ（1819年の地図）

1731年と1735年にバーリントン・エステート（Burlington Estate、ロンドン、ピカデリーにあるバーリントンハウス周辺のエリア）(英語版) の開発の一環として建設され、当時のバーリントン伯爵リチャード・ボイルの妻であるドロシー・サヴィルの名前をとってサヴィル・ストリートと名付けられた。当初は途中のボイル・ストリートまでしか通りがなかったが、1938年にコンジット・ストリートまで伸ばされて、東側にしかなかった建物は西側にも建設された。

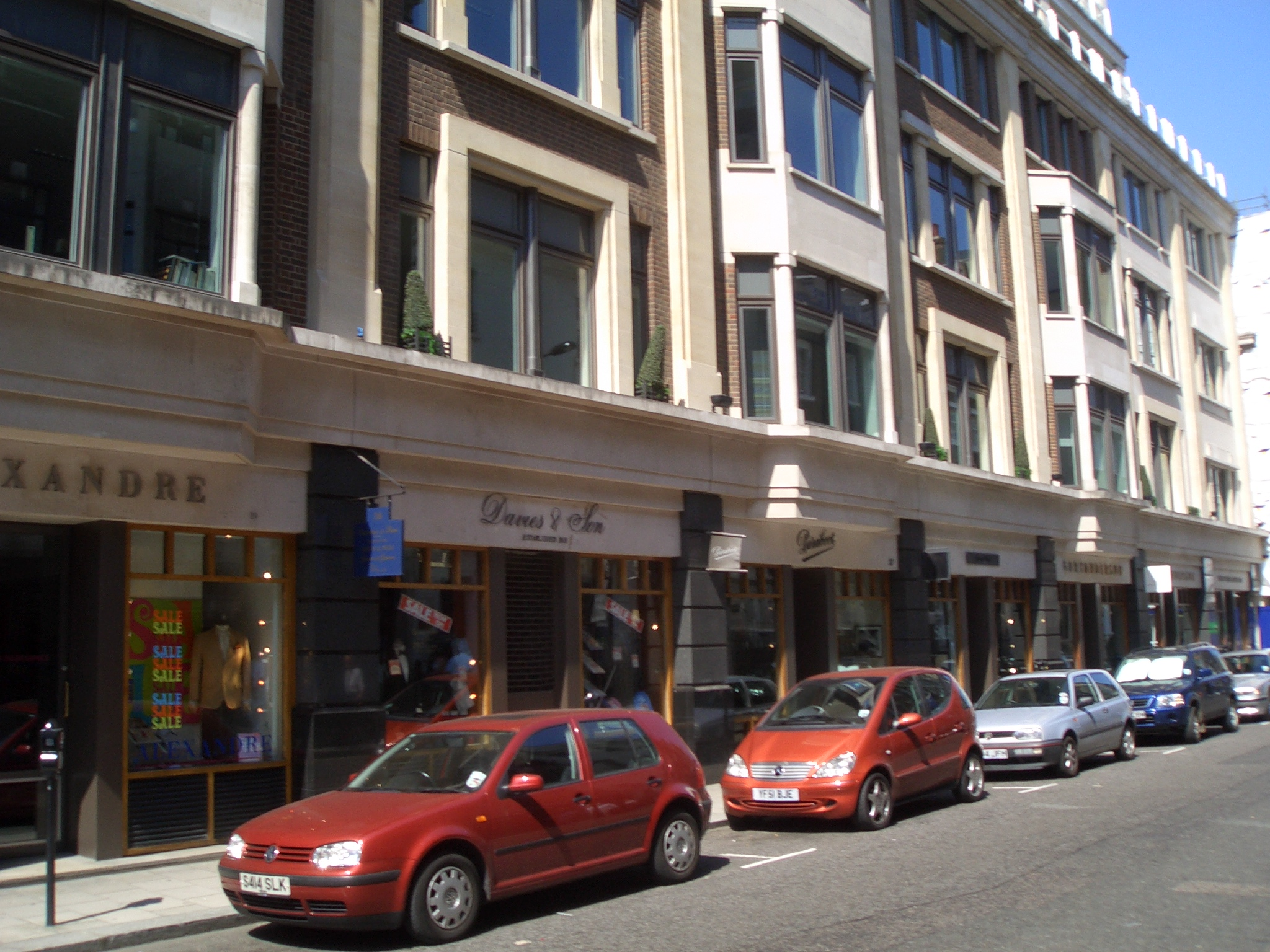
サヴィル・ロウ（2005年）

当初サヴィル・ロウは軍の関係者やその家族の居住場所であり、首相小ピットやリチャード・ブリンズリー・シェリダンも同地に住んでいたことがある。しかし1800年代に入ると、紳士階級の間で服飾に関する興味が集まり始め、中でも着道楽として知られたジョージ・ブライアン・ブランメルはバーリントン地区、特に現在のサヴィル・ロウから2本南にあるコーク・ストリートの周辺の仕立て屋を支援していた。1846年には現存する仕立て屋としてはサヴィル・ロウ最古として知られるヘンリー・プールが店をオープンしている。
1969年には「ナッターズ・オブ・サヴィル・ロウ」がオープンし、ショーウィンドウでの展示などサヴィル・ロウに新しい風を吹き込み、これらの「現代化」はリチャード・ジェームズやオズワルド・ボーテングなどによって1990年代まで続いた。
しかしサヴィル・ロウ地区の賃料の高騰やジョルジオ・アルマーニによる「時代遅れ」との批判などから、2000年代中頃までに多くの紳士服店が移転もしくは閉店した。2005年には、周辺の再開発が地場産業ともいえる紳士服業界を危機にさらしているとして、「サヴィル・ロウ・ビスポーク協会」を結成し、これらの問題に対処している。

## サヴィル・ロウの紳士服店

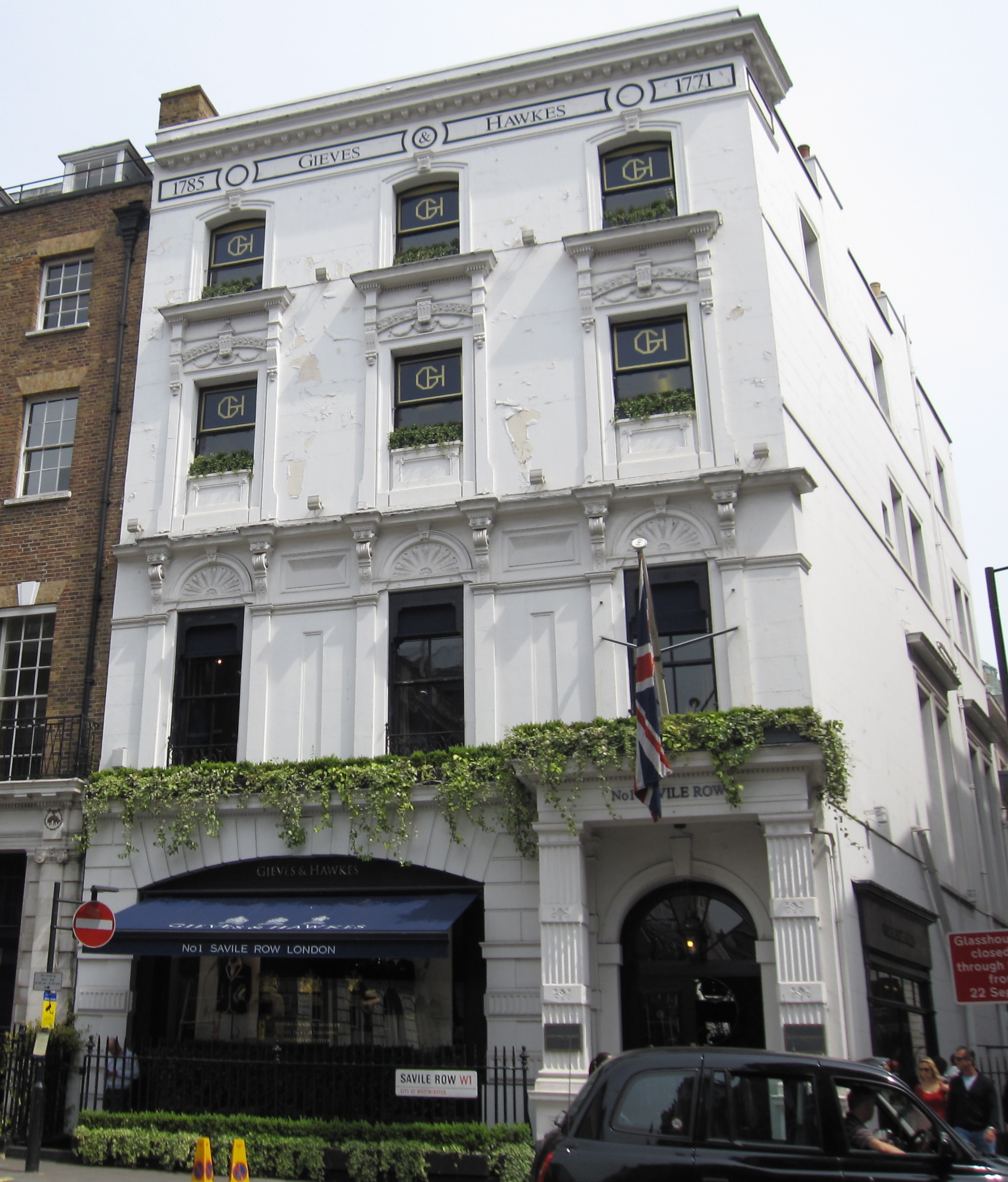
ギーブス&ホークス

ハンツマン＆サンズ（Huntsman & Sons）
11番地。1849年創業。19世紀は貴族の狩猟やスポーツ用の仕立てで知られ、第一次大戦時は英国将校の礼服を扱った。著名な顧客に俳優グレゴリー・ペックがいる。チェック柄のツイードは、ヘブリディーズ諸島の最も古い毛織工場である家族経営の「アイラ・ウーレン・ミル」で生産されている。
キャド＆ザ・ダンディ（Cad & the Dandy）
13番地。
ストアーズ・ビスポーク（Stowers Bespoke）
13番地。サヴィル・ロウでもっとも新しい店であり、近年価格を抑えるために品質を犠牲にして中国などで大量生産するという、衣料品業界の潮流に対抗するために、ギーブス＆ホークスで25年間指揮をとったレイ・ストアーズによって2006年に設立された。
スティード・ビスポーク・テイラーズ（Steed Bespoke Tailors）
12番地。1995年に創業し、現在サヴィル・ロウで最も高い評価を得ているテーラーの一つである。テーラー一家に生まれたエドウィン・デュボイズはロンドンの服飾大学で学んだあと著名な裁断師であるエドワード・セクストンに師事、その後7年間にわたってアンダーソン＆シェパードの工房に入った。2002年にはエドウィン自身がスティード・ビスポーク・テイラーズ創業以来のパートナーであり裁断師であったトーマス・マーンと決別し経営権を掌握、2008年9月にはエドウィンの長男であるマシュー・デュボイズが社に加わった。現在エドウィンは海外の顧客にも対応するため年間4度以上はアメリカ合衆国に渡っており、『GQ』や『American Express Departures Magazine』等の大手ファッション誌でも紹介されている。
デーヴィス・アンド・サン（Davies and Son）
38番地。独立系のテーラーで、ジョージ・デーヴィスによって1803年にハノーバー・ストリートで開業していたものが、1986年に当地に移転してきた。スコットランド・ヤードの初期の制服のデザインを手掛けたほか、ハリー・S・トルーマン、マイケル・ジャクソン、カルバン・クライン、ダグラス・フェアバンクスJr.、クラーク・ゲーブルなどの顧客を抱える。
ギーヴズ＆ホークス（Gieves & Hawkes）
1番地。もともとは陸軍の軍服を仕立てていたホークスと海軍の軍服を仕立てていたギーヴズは18世紀に設立された別々の会社であったが、合併して現在の形になった。伝統的な貴族階級向けの仕立て屋であり、英国王室により多くの御用達の名誉を受けている。もともと軍服を仕立てていたがスーツのオーダーメイドに乗り出しその後は既成服や仕立てており、英国をはじめ海外にもいくつかの店舗を持っている。2017年に香港のリーファンに買収された後、現在は中国の山東如意集団傘下である。
ハーディ・エイミス（Hardy Amies）
14番地。エドウィン・ハーディ・エイミスによって1949年に設立されたオートクチュール・メゾンで、エドウィンの引退後はイアン・ガーラントがデザイナーを務めている。年間で50万ポンド以上の売り上げを誇り、1955年から1990年まではエリザベス2世の御用達となっていたほか、映画『2001年宇宙の旅』の衣装を手がけたことでも知られている。
ヘンリー・プール（Henry Poole & Co）
15番地。貴族向けの歴史あるテーラーであり、1806年にブランズウィック・スクエアで開業して以降家族経営を続けてきた。当初はナポレオン戦争の影響もあり軍服を扱っていたが、1846年にサヴィル・ロウに移転してきた。
ノートン＆サンズ（Norton & Sons）
16番地。1821年に設立されたテーラーで、19世紀の中頃にサヴィル・ロウへと移転してきた。若き日のウィンストン・チャーチルやハーディ・エイミスに服を仕立てたなど、ロンドンの着道楽たちに強いパイプを持っており、同社の大きな誇りとなっている。
チットルバラ＆モーガン・アット・ナッターズ（Chittleborough & Morgan at Nutters Ltd）
12番地。1969年のバレンタイン・デイに「ナッターズ・オブ・サヴィル・ロウ（Nutters of Savile Row）」として開業した比較的新しい紳士服店である。ショー・ウィンドウを使った新しい経営戦略をとるなどサヴィル・ロウに新しい風を吹き込み、町全体の近代化に大きく貢献した。顧客にはベッドフォード公爵やザ・ビートルズ、ミック・ジャガーといった英国を代表する有名人がいた。開業時からデザイナーを務めていたトミー・ナッターはこのほかにも既製服ブランドのナッターズを設立しており、ミック・ジャガーの結婚式のウェディングドレスやバットマンのジャック・ニコルソンの衣装、ビートルズのアルバム『アビイ・ロード』のジャケットで横断歩道を歩くメンバーのスーツのうちの3着のデザインを手掛けている。
オズワルド・ボーテング（Ozwald Boateng）
12番地。創業者のオズワルド・ボーテングはテーラーと共にデザイナーとしても活動しているため「ビスポーク・クチュリエ」ともいわれる。ボーテングはガーナ出身で、1960年代後半よりロンドン北部で育った。16歳から仕立てをはじめ23歳のころには彼の母親のデザインした店をポルトベッロ・ロードに開店した。1990年にサヴィル・ロウに店を構えて以降大きな信頼を勝ち得ており、顧客にはウィル・スミス、ジェイミー・フォックス、サミュエル・L・ジャクソン、ラッセル・クロウ、キアヌ・リーブス、ミック・ジャガーなど多くの有名人を抱える。2006年にはアメリカのケーブルテレビ局が「ハウス・オブ・ボーテング」という、アメリカでのボーテングのクチュール・ラインの立ち上げについてのドキュメンタリー番組をロバート・レッドフォードとベン・シルバーマンのプロデュースで放送され、イギリスの新聞では「もっとも優れたアフリカ系イギリス人100人」に選ばれた。現在はフランスの高級ブランド、ジバンシィのメンズラインのデザイナーも務めている。

### 独立系紳士服店
アバークロンビー＆フィッチ（Abercrombie & Fitch）
アメリカのアウトドア専門店を屋号のルーツに持つアバークロンビー＆フィッチ（A&F）は2007年3月にサヴィル・ロウに隣接するバーリントンに開店した新しい店舗であるが、サヴィル・ロウで働く職人達の反対を受けながらも、開店初日の6時間だけで28万ドルもの売り上げを記録した。現在でもサヴィル・ロウの店舗はA&Fのチェーンで最も利益をあげている店舗の一つであり、今まで気軽に行けないと思われていたサヴィル・ロウ周辺に多くの観光客をひきつけた。またファッション誌を独自で創刊したり新作のコレクションをインターネットで公開するなど新しい試みも積極的に行っている。
エヴィス（Evisu）
日本の大阪を発祥とするジーンズブランド。サヴィル・ロウに「サブロー」という名の店舗を持っていた。

### 近隣の紳士服店
アンダーソン＆シェパード（Anderson & Sheppard）
30番地にあったが、2005年3月にオールド・バーリントンへと店を移転させた。1906年に開店した紳士服店で、裁断師のフレデリック・スフォルトの作り出すアームホールが小さく高い位置にある独創的なスタイルは「ロンドン・カット」として広く知られていた。顧客にはフレッド・アステア、ゲイリー・クーパー、マレーネ・ディートリヒ、セシル・ビートン、ローレンス・オリヴィエ、ノエル・カワード、レイフ・ファインズ、マノロ・ブラニク、そしてチャールズ3世（当時皇太子）など各界の著名人が名を連ね、2004年にはグッチやイヴ・サンローランのクリエイティブ・ディレクターを務めたトム・フォードもW誌の撮影用のスーツを依頼し顧客となるなど、サヴィル・ロウを代表するテイラーの一つであった。なお、ジバンシィや自身のブランドで知られたアレキサンダー・マックイーンはこの店で働いていた。
スティーヴン・ヒッチコック（Steven Hitchcock）
もともとはサヴィル・ロウに店を構えていたが、2003年にニュー・バーリントンに移った。ヒッチコックは16歳の時からアンダーソン＆シェパードで見習いとして働いており、コートメーカーから裁断、フィッティングなどさまざまな分野を学んだ。父親も40年来アンダーソン＆シェパードで働いており、ここで学んだ「ロンドン・カット」をベースとする「ソフト・テーラリング」は高い人気を得ている。

## サヴィル・ロウ・ビスポーク協会
サヴィル・ロウ・ビスポーク協会（The Savile Row Bespoke Association）はサヴィル・ロウやその周辺のビスポーク・テイラー産業を保護しようと2005年に結成された。会員にはアンダーソン&シェパード、チャーリー・アレン、オズワルド・ボーテング、アンソニー・Ｊ・ヒューイット、ノートン＆サンズ、デーヴィス＆サン、ヘンリー・プール、エヴィス、リチャード・アンダーソン、リチャード・ジェームズ、ハーディ・エイミス、ギーヴズ＆ホークスなどがいる。

## 文化的影響
- ザ・ビートルズ

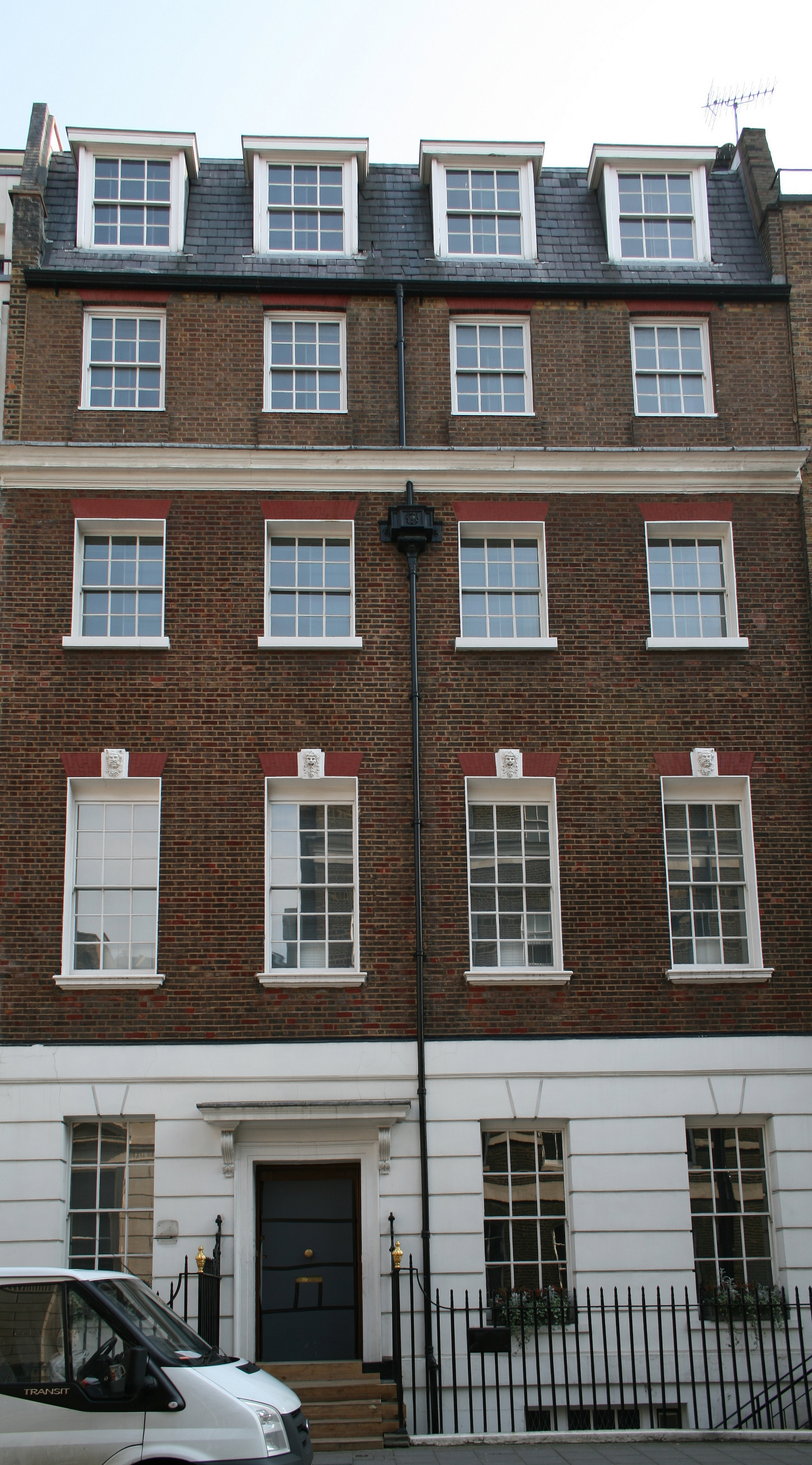
アップル・コアの旧本社ビル

ビートルズが設立したレコード会社アップル・コアの本部は3番地のビルにあり、ほかバッドフィンガー、メリー・ホプキンなどがこの建物にあったスタジオでレコーディングを行った。バンドとして最後の屋外演奏となった「ルーフトップ・コンサート」もこのビルの屋上で行われた。2018年現在は1階にアバークロンビー・アンド・フィッチの子供用服飾店である「アバークロンビー・キッズ」が入店している。
- 007シリーズ

シリーズの主人公、ジェームズ・ボンドがサヴィル・ロウのスーツを愛用しているという設定になっているのは、映画『ドクター・ノオ』での彼の台詞にもある通りだが、実際に映画本編で着用されているのは、ショーン・コネリー時代は隣接するコンジット・ストリートにあったテーラー「アンソニー・シンクレア」で誂えたスーツを着用した。ロジャー・ムーア時代もマウント・ストリートにある「ダグラス・ヘイワード」などのテーラーを利用した。
- 80日間世界一周

主人公フィリアス・フォッグは、サヴィル・ロウ7番地の屋敷に住んでいたと設定されている。なお、彼が所属していた「リフォーム・クラブ」はサヴィル・ロウから575歩歩いたところにあったという。
- キングスマン

劇中に登場する国際諜報組織「キングスマン」は、表向き紳士服屋としてサヴィル・ロウに店を構えているという設定。外観と店内は11番地にある「ハンツマン＆サンズ（Huntsman & Sons）」でロケを行っている。